# 小行星4085
小行星4085（英語：4085 Weir）是一颗围绕太阳公转的小行星。1985年5月13日，卡羅琳·舒梅克在帕洛马山发现了此天体。
这颗小行星的绝对星等为135.44354等。